# Tidal
Tidal (stylizováno jako TIDAL a také TIDALHiFi) je předplacená hudební streamovací služba, která kombinuje bezeztrátovou kompresi audia a vysokou kvalitu videa. Služba nabízí přes 100 milionů písní a 650 tisíc videí. Tidal je přístupný pouze po placené registraci, kdy většina vybraných peněz jde samotným umělcům. Nabízí dva modely streamingu: Tidal HiFi (bezeztrátová komprese CD kvality – FLAC-based 16-Bit/44.1 kHz) a Tidal HiFi Plus (FLAC HiRes 24-bit/192KHz a MQA – 24-bit/352.8 kHz).
Tidal byl spuštěn v říjnu 2014 norsko-švédskou společností Aspiro. V roce 2015 byla společnost odkoupena společností Project Panther Ltd., kterou vlastní rapper a podnikatel Shawn „Jay-Z“ Carter. Od března bylo oživení Tidalu doprovázeno masivní reklamní kampaní. Mnoho hudebníků změnilo svůj profilový obrázek na sociálních médiích na modrý obrázek a přidalo hashtag #TIDALforAll (na Facebooku, Twitteru a Instagramu).
Oficiální tisková konference ke spuštění Tidalu proběhla 30. 3. 2015. K Tidalu, kromě Jay-Z, okamžitě přešli umělci Kanye West, Madonna, Nicki Minaj, Beyoncé, Jack White, Alicia Keys, Rihanna, Chris Martin z Coldplay, Usher, Daft Punk, deadmau5, J. Cole, Jason Aldean a Calvin Harris, každý získal 3 % akcií. Tidal tak je propagován jako první distribuční služba vlastněná umělci. V roce 2017 kvůli sporům ohledně práv a financí z partnerství ve společnosti odešel Kanye West.
V lednu 2017 odkoupila společnost Sprint Corporation 33 % akcií služby Tidal. V roce 2021 odprodal Jay-Z svůj většinový podíl Tidalu Jackovi Dorseyemu, spoluzakladateli Twitteru. Za podíl obdržel 297 milionů dolarů.

## Ceny
Tidal nabízí 30denní volnou verzi, po které musí přejít na placený plán (neplatí pro Spojené státy americké), před 10. dubnem 2024 byly na výběr dva placené plány, HiFi a HiFi Plus, přičemž HiFi měl maximální kvalitu audia 16bit, 44.1 kHz ve formátu FLAC, HiFi Plus měl maximální kvalitu 24bit, 192 kHz, ve formátech HiRes FLAC, Dolby Atmos a další. Od 10. dubna 2024 je pouze jeden placený plán, který obsahuje výhody plánu HiFi Plus.
V březnu 2015 Tidal tvrdil, že má 580 000 platících uživatelů (po integraci sesterské služby WiMP), z nichž 17 000 využívá model Tidal HiFi. Aktuálně je dostupný v 31 zemích světa.
V únoru 2016 rapper a producent Kanye West vydal exkluzivně na Tidalu album The Life of Pablo, přičemž oznámil, že jinde jeho album dostupné nebude. Díky tomuto kroku se za deset dní zdvojnásobil počet uživatelů Tidalu z 1 milionu na 2,5 milionu.
V roce 2023 je Tidal dostupný ve více než 60 zemích světa.

### Plány
| Name              | Audio kvalita                                                                     | Bit rate                                        | Kodek |
| ----------------- | --------------------------------------------------------------------------------- | ----------------------------------------------- | --- |
| Zdarma (pouze US) | AAC na 160 kb/s                                                                   | 160 kbps                                        | AAC (podporováno na všech operačních systémech) |
| Max               | AAC na 320 kb/s, CD kvalita, Hi-Res PCM, MQA, Dolby Atmos, Sony 360 Reality Audio | až 9216 kb/s, 1411 kb/s, 320 kb/s, nebo 96 kb/s | AAC (všechny operační systémy), FLAC (Android/Windows/macOS/Webový prohlížeč/desktopová aplikace), ALAC (iOS), MQA/Master (Android/iOS/desktop), Dolby Digital Plus (Apple TV/Android TV/Amazon Fire TV for songs available in Dolby Atmos), Dolby AC-4 (vybrané Android telefony pro skladby s Dolby Atmos) |

## Exkluzivní obsah
Tidal chce velkým hráčům streamingu, jako jsou Spotify nebo Apple Music, konkurovat exkluzivním obsahem. Mimo jiné exkluzivně nabízel následující díla:
- 2015 – Lil Wayne - „Glory“ – exkluzivní práva na streaming.
- 2015 – Lil Wayne - Free Weezy Album – exkluzivní práva na streaming.
- 2015 – Prince – Hit n Run Phase One – exkluzivní týdenní práva na streaming a digitální prodej
- 2016 – Prince – Hit n Run Phase Two – exkluzivní týdenní práva na streaming a digitální prodej
- 2016 – Rihanna – Anti – exkluzivní týdenní práva na streaming, milion kusů zdarma ke stažení (placeno společností Samsung).
- 2016 – Beyoncé – „Formation“ – exkluzivní práva na streaming, zdarma ke stažení.
- 2016 – Kanye West – YEEZY Season 3 módní show z Madison Square Garden spojená s premiérou alba The Life of Pablo – exkluzivní práva na live streaming.
- 2016 – Kanye West – The Life of Pablo – exkluzivní práva na streaming na 1,5 měsíce.
- 2016 – Big Sean & Jhené Aiko – Twenty88 – exkluzivní práva na streaming na první čtyři dny.
- 2016 – Beyoncé – Lemonade – exkluzivní práva na streaming a digitální prodej na první dva dny.
- 2017 – Jay-Z – 4:44 – exkluzivní práva na streaming a digitální prodej na první týden.